# جيف هال
جيف هال (بالإنجليزية: Jeff Hall)‏ (7 سبتمبر 1929 المملكة المتحدة - 4 أبريل 1959 برمنغهام المملكة المتحدة) هو لاعب كرة قدم بريطاني.